# Saint-Sulpice (Puy-de-Dôme)
Pour les articles homonymes, voir Saint-Sulpice.
Saint-Sulpice est une commune française, située dans le département du Puy-de-Dôme en région Auvergne-Rhône-Alpes.

## Géographie

### Localisation
Saint-Sulpice est une commune située à l'ouest du département du Puy-de-Dôme.
Elle jouxte sept communes (huit en comptant Bourg-Lastic en double du fait de la présence d'une enclave) :
| Lastic       | Bourg-Lastic (enclave) | Briffons                |
| Bourg-Lastic | Saint-Sulpice          | Saint-Julien-Puy-Lavèze |
| Messeix      | Avèze                  | Saint-Sauves-d'Auvergne |

### Hydrographie
La commune est arrosée par la Clidane qui lui sert de limite naturelle, la séparant de Saint-Julien-Puy-Lavèze sur environ trois kilomètres et demi.

### Climat
Pour des articles plus généraux, voir Climat d'Auvergne-Rhône-Alpes et Climat du Puy-de-Dôme.
En 2010, le climat de la commune est de type climat de montagne, selon une étude du Centre national de la recherche scientifique s'appuyant sur une série de données couvrant la période 1971-2000. En 2020, Météo-France publie une typologie des climats de la France métropolitaine dans laquelle la commune est exposée à un climat de montagne ou de marges de montagne et est dans la région climatique Ouest et nord-ouest du Massif Central, caractérisée par une pluviométrie annuelle de 900 à 1 500 mm, maximale en automne et en hiver. 
Pour la période 1971-2000, la température annuelle moyenne est de 8,2 °C, avec une amplitude thermique annuelle de 14,8 °C. Le cumul annuel moyen de précipitations est de 1 190 mm, avec 13,3 jours de précipitations en janvier et 8,9 jours en juillet. Pour la période 1991-2020, la température moyenne annuelle observée sur la station météorologique installée sur la commune est de 9,4 °C et le cumul annuel moyen de précipitations est de 1 001,7 mm,. Pour l'avenir, les paramètres climatiques de la commune estimés pour 2050 selon différents scénarios d'émission de gaz à effet de serre sont consultables sur un site dédié publié par Météo-France en novembre 2022.
| Mois                                  | jan.          | fév.          | mars           | avril         | mai           | juin          | jui.          | août          | sep.          | oct.          | nov.          | déc.           | année      |
| ------------------------------------- | ------------- | ------------- | -------------- | ------------- | ------------- | ------------- | ------------- | ------------- | ------------- | ------------- | ------------- | -------------- | ---------- |
| Température minimale moyenne (°C)     | −1            | −1,5          | 1,2            | 3,8           | 6,8           | 10,7          | 12,2          | 12            | 9,2           | 6,7           | 2,5           | −0,3           | 5,2        |
| Température moyenne (°C)              | 2             | 2             | 5,4            | 8,6           | 11,5          | 15,8          | 17,5          | 17,2          | 14,1          | 10,8          | 5,7           | 2,8            | 9,4        |
| Température maximale moyenne (°C)     | 5             | 5,5           | 9,6            | 13,4          | 16,3          | 20,9          | 22,8          | 22,3          | 18,9          | 14,9          | 8,9           | 5,9            | 13,7       |
| Record de froid (°C) date du record   | −13 19.01.17  | −17 05.02.12  | −17,7 01.03.05 | −6,1 07.04.08 | −1,2 03.05.21 | 2 05.06.14    | 4 14.07.08    | 3,3 29.08.10  | −0,3 25.09.02 | −6 25.10.03   | −8,1 24.11.15 | −13,5 30.12.05 | −17,7 2005 |
| Record de chaleur (°C) date du record | 18,8 20.01.08 | 22,5 27.02.19 | 22,2 15.03.12  | 25,4 30.04.05 | 28,8 22.05.22 | 35,6 27.06.19 | 36,8 17.07.15 | 35,2 12.08.03 | 32,1 04.09.23 | 29,9 08.10.23 | 22,3 08.11.15 | 16,8 24.12.12  | 36,8 2015  |
| Précipitations (mm)                   | 70            | 62,2          | 72,6           | 95,3          | 101,9         | 85,8          | 82,6          | 97,6          | 71,9          | 86            | 95,1          | 80,7           | 1 001,7    |

## Urbanisme

### Typologie
Au 1er janvier 2024, Saint-Sulpice est catégorisée commune rurale à habitat très dispersé, selon la nouvelle grille communale de densité à sept niveaux définie par l'Insee en 2022.
Elle est située hors unité urbaine et hors attraction des villes,.

### Occupation des sols
L'occupation des sols de la commune, telle qu'elle ressort de la base de données européenne d’occupation biophysique des sols Corine Land Cover (CLC), est marquée par l'importance des territoires agricoles (53,6 % en 2018), en augmentation par rapport à 1990 (52,8 %). La répartition détaillée en 2018 est la suivante : forêts (44,7 %), prairies (29,7 %), zones agricoles hétérogènes (24 %), milieux à végétation arbustive et/ou herbacée (1,6 %). L'évolution de l’occupation des sols de la commune et de ses infrastructures peut être observée sur les différentes représentations cartographiques du territoire : la carte de Cassini (XVIIIe siècle), la carte d'état-major (1820-1866) et les cartes ou photos aériennes de l'IGN pour la période actuelle (1950 à aujourd'hui).

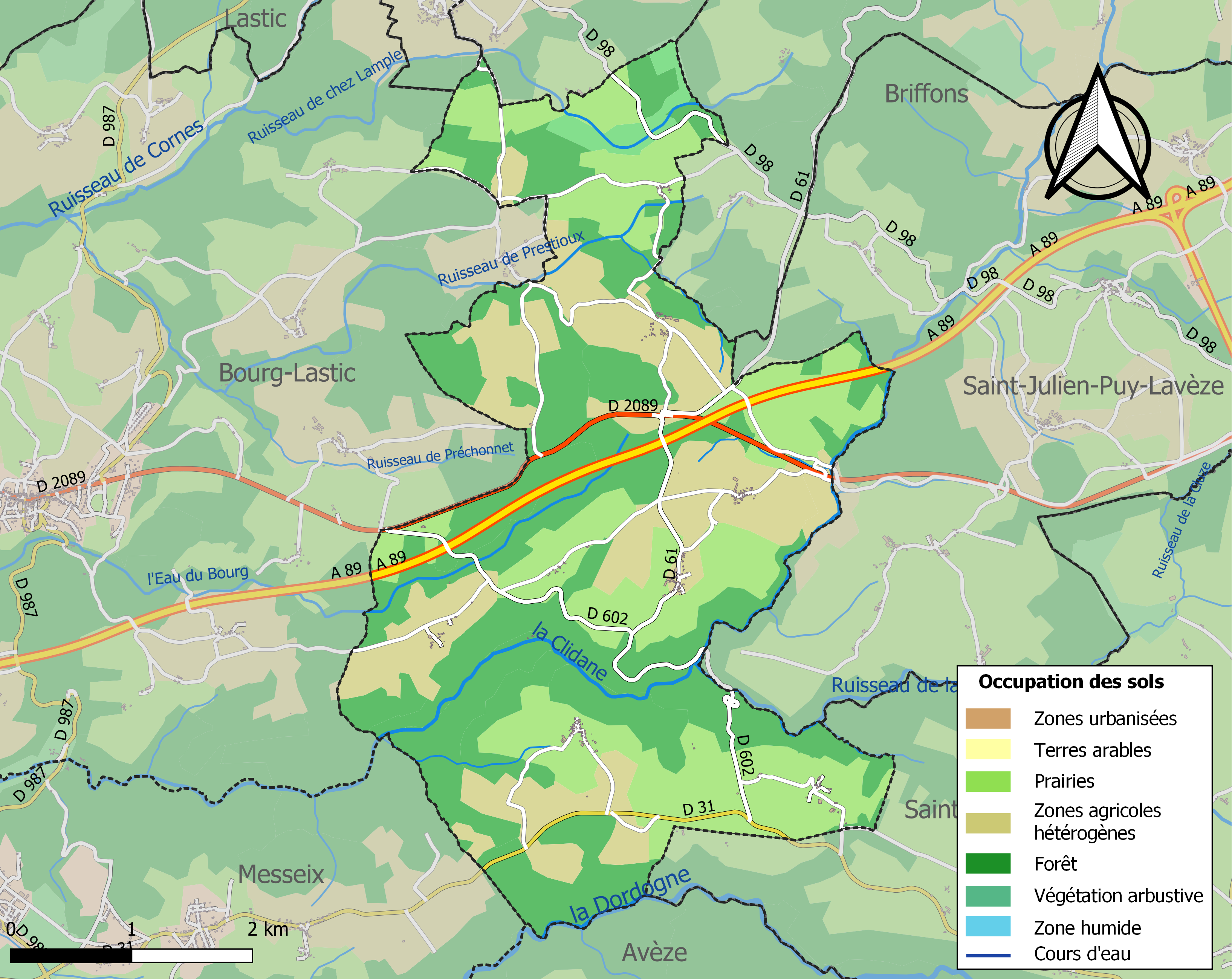
Carte des infrastructures et de l'occupation des sols de la commune en 2018 (CLC).

### Voies de communication et transports

#### Voies routières
Le territoire communal est traversé d'ouest en est par l'autoroute A89 reliant les grandes agglomérations de Bordeaux et de Lyon. Son accès le plus proche est situé à Saint-Julien-Puy-Lavèze (échangeur no 25 de Saint-Julien-Sancy). Cette autoroute, ouverte en 2000, double la route nationale 89 déclassée en 2006 et devenue la route départementale 2089, reliant les villes de Clermont-Ferrand à l'est et Bourg-Lastic, Ussel et Tulle à l'ouest.
Les autres routes départementales sont de moindre importance, puisqu'elles assurent une desserte locale. La D 61 dessert le centre du village ; cet axe relie Briffons au nord à la D 602 au sud, cette dernière reliant Bourg-Lastic à la D 31 menant vers Saint-Sauves-d'Auvergne et Messeix. Au nord-est, la D 98 relie l'enclave de Bourg-Lastic à la gare de Laqueuille.

#### Transport ferroviaire
La ligne d'Eygurande - Merlines à Clermont-Ferrand passe au sud de la commune. Jusqu'en juillet 2014, des trains TER reliant les gares de Clermont-Ferrand et de Brive-la-Gaillarde ou de Limoges circulaient. La gare la plus proche est celle de Laqueuille, sur la commune limitrophe de Saint-Julien-Puy-Lavèze.

## Histoire
Par décret préfectoral du 29 juillet 1872, la commune de Saint-Sulpice est créée à partie d'une partie du territoire des communes de Bourg-Lastic et de Messeix. Le premier maire de Saint-Sulpice en 1872 est Michel Fargeix. Il restera à ce poste jusqu'à son décès en 1878.

## Politique et administration

### Découpage territorial
La commune de Saint-Sulpice est membre de la communauté de communes Chavanon Combrailles et Volcans, un établissement public de coopération intercommunale (EPCI) à fiscalité propre créé le 1er janvier 2017 dont le siège est à Pontaumur. Ce dernier est par ailleurs membre d'autres groupements intercommunaux. Jusqu'en 2016, elle faisait partie de la communauté de communes Sioulet-Chavanon.
Sur le plan administratif, elle est rattachée à l'arrondissement de Riom depuis 2017, à la circonscription administrative de l'État du Puy-de-Dôme et à la région Auvergne-Rhône-Alpes. Avant mars 2015, elle faisait partie du canton de Bourg-Lastic.
Sur le plan électoral, elle dépend du canton de Saint-Ours pour l'élection des conseillers départementaux, depuis le redécoupage cantonal de 2014 entré en vigueur en 2015, et de la deuxième circonscription du Puy-de-Dôme pour les élections législatives, depuis le dernier découpage électoral de 2010 (troisième circonscription avant 2010).

### Élections municipales et communautaires

#### Élections de 2020
Le conseil municipal de Saint-Sulpice, commune de moins de 1 000 habitants, est élu au scrutin majoritaire plurinominal à deux tours avec candidatures isolées ou groupées et possibilité de panachage. Compte tenu de la population communale, le nombre de sièges à pourvoir lors des élections municipales de 2020 est de 7. La totalité des candidats en lice est élue au premier tour, le 15 mars 2020, avec un taux de participation de 77,08 %.

#### Chronologie des maires
| Période                                  | Période                    | Identité            | Étiquette | Qualité              |
| ---------------------------------------- | -------------------------- | ------------------- | --------- | -------------------- |
| Les données manquantes sont à compléter. |                            |                     |           |                      |
| 1966 (réélu en 2014)                     | 2019 (décès)               | Robert Pailler      |           | Agriculteur retraité |
| avril 2019 (réélue en 2020)              | En cours (au 25 août 2021) | Mme Dominique Ondet |           | Exploitante agricole |

## Population et société

### Démographie
L'évolution du nombre d'habitants est connue à travers les recensements de la population effectués dans la commune depuis 1872. Pour les communes de moins de 10 000 habitants, une enquête de recensement portant sur toute la population est réalisée tous les cinq ans, les populations de référence des années intermédiaires étant quant à elles estimées par interpolation ou extrapolation. Pour la commune, le premier recensement exhaustif entrant dans le cadre du nouveau dispositif a été réalisé en 2007.

En 2022, la commune comptait 85 habitants, en évolution de −2,3 % par rapport à 2016 (Puy-de-Dôme : +2,1 %, France hors Mayotte : +2,11 %).
| 1872 | 1876 | 1881 | 1886 | 1891 | 1896 | 1901 | 1906 | 1911 |
| ---- | ---- | ---- | ---- | ---- | ---- | ---- | ---- | ---- |
| 462  | 452  | 390  | 419  | 396  | 339  | 355  | 320  | 308  |

| 1921 | 1926 | 1931 | 1936 | 1946 | 1954 | 1962 | 1968 | 1975 |
| ---- | ---- | ---- | ---- | ---- | ---- | ---- | ---- | ---- |
| 314  | 296  | 266  | 230  | 193  | 187  | 159  | 149  | 132  |

| 1982 | 1990 | 1999 | 2006 | 2007 | 2012 | 2017 | 2022 | - |
| ---- | ---- | ---- | ---- | ---- | ---- | ---- | ---- | - |
| 140  | 109  | 113  | 104  | 104  | 90   | 87   | 85   | - |